# Do No Harm
Do No Harm é uma série de televisão americana exibida pela NBC, que estreou nos Estados Unidos em 31 de janeiro de 2013. A série foi cancelada pela NBC devido à baixa audiência.

## Elenco

### Elenco principal
- Steven Pasquale como Dr. Jason Cole
- Alana de la Garza como Dr. Lena Solis
- Ruta Gedmintas como Olivia Flynn
- Phylicia Rashād como Dr. Vanessa Young
- Michael Esper como Dr. Kenneth Jordan
- John Carroll Lynch como Will Hayes
- Mousa Kraish como Dr. Eli Malak
- Samm Levine como Josh Stern

### Elenco recorrente
- Lin-Manuel Miranda como Dr. Ruben Marcado
- Toni Trucks como Dr. Patricia Rivers
- James Cromwell como Dr. Phillip Carmelo
- Jurnee Smollett como Abby

## Episódios
| Temporada | Temporada | Episódios | Exibição nos EUA      | Exibição nos EUA      | Data de lançamento em DVD | Data de lançamento em DVD | Data de lançamento em DVD |
| Temporada | Temporada | Episódios | Estreia de temporada  | Final de temporada    | Região 1                  | Região 2                  | Região 4                  |
| --------- | --------- | --------- | --------------------- | --------------------- | ------------------------- | ------------------------- | ------------------------- |
|           | 1         | 13        | 31 de janeiro de 2013 | 7 de setembro de 2013 | —                         | —                         | —                         |

### 1ª Temporada: (2013)
| Nº   | Título                     | Exibição original      |
| ---- | -------------------------- | ---------------------- |
| 1x01 | "Pilot"                    | 31 de janeiro de 2013  |
| 1x02 | "Don't Answer the Phone"   | 7 de fevereiro de 2013 |
| 1x03 | "Morning, Sunshine"        | 29 de junho de 2013    |
| 1x04 | "Me Likey"                 | 6 de julho de 2013     |
| 1x05 | "A Stand-In"               | 20 de julho de 2013    |
| 1x06 | "I Can't Keep Your Secret" | 27 de julho de 2013    |
| 1x07 | "Six Feet Deep"            | 3 de agosto de 2013    |
| 1x08 | "The Cookie Jar"           | 10 de agosto de 2013   |
| 1x09 | "Circadian Rhythms"        | 17 de agosto de 2013   |
| 1x10 | "Mine"                     | 24 de agosto de 2013   |
| 1x11 | "But I'm Allergic to Cats" | 31 de agosto de 2013   |
| 1x12 | "You Made To Do This"      | 31 de agosto de 2013   |
| 1x13 | "This Is How It Ends"      | 7 de setembro de 2013  |